# Maria Angiolillo
Maria Girani coniugata Angiolillo (Torrazza Coste, 9 dicembre 1921 – Roma, 13 ottobre 2009) è stata una collezionista d'arte e socialite italiana,  moglie di Renato Angiolillo, fondatore del quotidiano Il Tempo e senatore del Partito liberale.

## Biografia
Soprannominata la regina dei salotti romani, la sua casa romana, il "Villino Giulia" di Rampa Mignanelli 8, affacciata sulla scala di Trinità dei Monti, è stato un luogo di ritrovo, sia di personaggi dello spettacolo e della cultura, sia soprattutto di esponenti della prima e della seconda Repubblica, tanto da meritarsi l'appellativo di "quarta Camera". 
Politici come Arnaldo Forlani, Giulio Andreotti, Amintore Fanfani, Bettino Craxi, Giorgio Almirante, Massimo D'Alema, Walter Veltroni, Gianfranco Fini, Gianni Letta, Silvio Berlusconi, Umberto Bossi, Giulio Tremonti, giornalisti come Bruno Vespa, Carlo Rossella, Fabrizio Del Noce, altri personaggi della scena pubblica italiana come Gianni Agnelli, sono stati ospiti della sua casa, che diventava così luogo di dibattito politico
È stato criticato l'eccessivo potere che si concentrava nelle mani della Angiolillo e certi incontri avvenuti nella sua casa tra politici che ricoprivano incarichi nazionali e importanti personaggi della finanza, implicati a volte in azioni giudiziarie, come nel caso del potente costruttore romano Gaetano Caltagirone, protagonista dello scandalo Italcasse.
Per converso, al momento dell'orazione funebre Gianni Letta sottrasse "la figura di Maria Angiolillo al ruolo di frivola «regina dei salotti romani»: «Bisogna pensare a madame de Staël o alla contessa D'Albany, a chi ha animato la società culturale nei migliori anni di Parigi e dell'Europa. Da lei non c'erano intrighi... tantomeno "inciuci" tra potenti. Maria ha svolto un ruolo essenziale nella società italiana. Da lei esperienze diverse si confrontavano nel rispetto degli altri. In un Paese imbarbarito dovremmo guardare alla sua lezione per il bene della città e del Paese»".

## La terrazza in piazza di Spagna
Il villino era esteso "540 metri su quattro piani, con un cortile interno di 300 metri e affaccio sulla più famosa scalinata del mondo. L’interno: tre camere da letto, quattro bagni, un terrazzo, e molti salotti e salottini. Una grande sala da pranzo con tre tavoli, denominati Alba, Meriggio e Tramonto. E un piccolo ascensore interno che scendeva nella sala".
"A una terracotta gigante di Mitoraj stimata 50mila sterline, Big Mask, questa donna di cultura (...) aveva affidato addirittura il ruolo simbolico di accogliere gli ospiti nell'androne del suo Villino Giulia di Rampa Mignanelli 8 (affacciato sulla scalinata che da piazza di Spagna porta a Trinità dei Monti), unico pezzo d'arte contemporanea degno di stare in quella piccola Versailles romana. La casa della Angiolillo era pensata per ospitare e per conversare, salotto discreto e stimolante, punto d'incontro per politici, diplomatici e intellettuali che per decenni si sono aggirati tra magnifici mobili del Settecento, arazzi di Gobelins, preziosi argenti inglesi e russi, rare porcellane di Meissen e Capodimonte, distribuiti sui quattro piani del villino".
Dopo la morte, la sua collezione di mobili, quadri, sculture e porcellane viene acquisita dalla casa d'aste Christie's. La raccolta viene battuta all'asta a Londra, raggiungendo un incasso di oltre sei milioni di euro. Il Villino Giulia di Piazza di Spagna viene invece messo in vendita da Sotheby's per 30 milioni di euro.

### La vicenda dei gioielli
Nell'aprile 2013 Marco Oreste Bianchi Milella, figlio della Angiolillo, viene indagato per appropriazione indebita perché sospettato di aver sottratto parte del tesoro in gioielli della madre, stimato oltre 100 milioni di euro, tra i quali un diamante rosa del valore di 33 milioni di euro. I gioielli appartenevano al senatore Angiolillo, appassionato di pietre preziose, ma dopo la sua morte erano rimaste in uso alla moglie.
Il 26 ottobre 2016 "il tribunale di Roma ha assolto, con la formula "il fatto non sussiste", il gioielliere svizzero Hervè Louis Fontaine dall'accusa di ricettazione al processo per la vendita del "Diamante rosa" di Maria Girani, vedova del senatore Renato Angiolillo. Lo rendono noto i legali del gioielliere, Sergio Spagnolo e Mauro Carelli, precisando che i giudici hanno anche dichiarato l'intervenuta prescrizione per l'appropriazione indebita dei gioielli di Angiolillo contestata al figlio".